# Xanthostha flava
Xanthostha flava là một loài bướm đêm trong họ Noctuidae.